# Dwór Skaliszów w Przeworsku
Dwór Skaliszów w Przeworsku (Skaliszówka) – willa w stylu dworkowym znajdująca się przy ul. Niepodległości w Przeworsku (Błonie Browarne).
Obiekt wybudowany został w latach 1928-1929 przez firmę Walentego Rybackiego, burmistrza Przeworska dla dra Juliusza Skalisza Obiekt wzniesiono w tzw. stylu dworkowym, nawiązującym do dawnych, polskich tradycji w budownictwie. Dwór został wymurowany z cegły i otynkowany. Jest obiektem parterowym, na planie prostokąta z ryzalitem od przodu i tarasem wspartym kolumnowym gankiem. Obecnie budynek mieści Środowiskowy Dom Samopomocy.